# Чаппл, Джон
Сэр Джон Лайон Чаппл (англ. Sir John Lyon Chapple; 27 мая 1931 — 25 марта 2022) — британский военачальник, фельдмаршал (1992).

## Биография
Окончил Тринити-колледж в Кембридже в 1954 году.

## Служба на офицерских должностях
С 1954 года служил в Британских Вооружённых Силах. Он был зачислен в 2-й гуркхский полк и вся дальнейшая офицерская служба Чаппла прошла в подразделениях гуркхов. Сначала направлен в британские колониальные войска в Сингапуре, оттуда переведён в Британскую Малайю. Принимал участие в боевых операциях против партизан на завершающем этапе колониальной войны в Малайе. Затем служил в британских войсках на острове Борнео и в Гонконге. С 1970 года командовал батальоном гуркхов. С 1976 года — командир 48-й пехотной бригады, также состоявшей из гуркхских подразделений, на этом посту произведён в бригадиры. Такая карьера Чаппла является уникальной для британской армии, что сделало его известным офицером.

## Служба на генеральских должностях
С 1981 года — командующий британскими войсками в Гонконге. С 1983 года — директор военных операций в Министерстве обороны Великобритании. С 1986 года — заместитель начальника Штаба Вооружённых Сил Великобритании (Штаба обороны Великобритании). С 1987 года — главнокомандующий Сухопутными войсками Великобритании. С 1989 года — начальник Генерального штаба Британской армии. В 1992 году уволен в отставку, одновременно с увольнением произведен в фельдмаршалы.

## После военной службы
С 1993 года по 1995 год — губернатор Гибралтара. Сэр Чаппл издавна увлекался зоологией и участвовал в решении проблем охраны окружающей среды, а после выхода в отставку он полностью отдался этой деятельности. В Британском зоологическом обществе он состоял с 15-летнего возраста, с 1946 года. В 1988—1993 годах он был опекуном Всемирного фонда дикой природы. В разное время возглавлял или состоял в руководящих органах свыше 10 британских и международных организаций охраны дикой природы. Особенно заметна его роль в деятельности по охране дикой природы в Непале, на Галапагосских и Фолклендских островах.

## Награды
- Рыцарь Большого креста ордена Бани (GCB)
- Командор ордена Британской империи (CBE)